# Stanislav Pozdniakov
Pour les articles homonymes, voir Pozdniakov.
Stanislav Alekseïevitch Pozdniakov (en russe : Станислав Алексеевич Поздняков), né le 27 septembre 1973 à Novossibirsk, est un escrimeur russe dont l'arme est le sabre. Champion olympique de 1996 en individuel, il détient également cinq titres mondiaux, partageant ce record avec Alexandre Romankov et Valentina Vezzali. Il possède également trois médailles d'or olympiques et une médaille de bronze dans les compétitions par équipes. Il remporte également de nombreux tournois de coupe du monde dont il termine à six reprises à la première place du classement général.

## Carrière sportive

### Début et titre olympique en individuel
Pozdnyakov dispute ses premiers Jeux olympiques de Barcelone sous les couleurs de l'Équipe unifiée de l’ex-URSS (CEI). Il dispute l'épreuve sabre par équipe avec Grigori Kirienko, Aleksander Chirchov, Giorgi Pogossov, et Vadim Gutzeit. Lors de cette compétition, il ne dispute qu'une seule rencontre lors du premier tour face au Canada. Il dispute alors un seul match face à Jean-Paul Banos, match qu'il perd cinq touches à une. SOn équipe remporte finalement le titre devant la Hongrie.
En 1994, il remporte sa première coupe du monde de sabre. lors des mondiaux 1994 disputés à Athènes, il remporte son premier titre mondial en remportant la compétition par équipe, grâce à une victoire sur la Hongrie. Il est également vice-champion du monde dans l'épreuve individuelle, battu par l'Allemand Felix Becker. 
En 1995, il remporte sa deuxième coupe du monde. Lors des mondiaux, il remporte la médaille d'argent avec la Russie qui s'incline face à l'Italie.
Lors des Jeux olympiques d'Atlanta, il élimine facilement un Coréen puis un Espagnol avant d'affronter l'Ukrainien Huttsait en quart de finale. Il remporte ce match 15 à 14 avant d'éliminer sèchement le Hongrois Navarrete en demi-finale. Lors de la finale, il bat son compatriote Sergei Sharikov sur le score de 15 à 12. Après avoir éliminé l'Italie en demi-finale sur le score de 45 à 28, la Russie domine la finale de la compétition par équipe, battant la Hongrie sur le score de 45 à 25. Lors de cette rencontre, Pozdnyakov inscrit 15 touches et n'en concède que 4. Pozdnyakov remporte également sa troisième coupe du monde de sabre consécutive.

### Domination du sabre mondial, mais échec aux JO de Sydney
La saison suivante, il remporte son premier titre de champion du monde en battant en finale l'Italien Luigi Tarantino. Il remporte également la médaille d'argent, battue en finale par l'équipe de France.
Pozdniakov remporte une nouvelle médaille individuelle lors du mondial 1999. Il est battu en finale par le Français Damien Touya. Lors de la compétition par équipe, la Russie remporte la médaille d'argent.
Le champion olympique d'Atlanta se présente comme un favori à sa propre succession aux Jeux olympiques de Sydney : depuis Atlanta, il a remporté trois médailles mondiales. Il est de plus détenteur de la coupe du monde de sabre 1999, coupe du monde qu'il remporte une nouvelle fois lors de cette saison olympique. Exempt du premier tour, il remporte son premier match face à un chinois sur le score de 15 à 11 avant d'affronter le Français Matthieu Gourdain lors du tour suivant. Ce dernier l'emporte 15 à 11. Pozdniakov retrouve ce même adversaire lors de la finale du sabre par équipe. Il remporte son face à face avec le Français sur le score par cinq à trois et ajoute dix autres touches, contre six concédées, lors de ses deux autres affrontements. La Russie l'emporte sur le score de 45 à 32.
Lors du championnat du monde de 2001 de Nîmes, il affronte le champion du monde en titre, le Français Damien Touya, en quart de finale. le Russe sort vainqueur de cet affrontement en l'emportant sur le score de 15 à 14. Le Polonais Rafal Sznajder s'incline ensuite en demi-finale avant que le Russe ne rencontre un autre Français en finale, Julien Pillet.
Stanislav Pozdniakov réalise également son deuxième doublé individuel-équipe en remportant les deux titres du championnat du monde 2002. À Lisbonne, il bat le Polonais Rafal Sznajder sur le score de 15 à 14, puis le champion olympique de Sydney le Roumain Mihai Covaliu de nouveau sur le score de 15 à 14. En finale, il retrouve le Français Julien Pillet. Le Russe mène la partie - 3-1, 4-2, 6-4, 9-6, 11-8 - avant de voir le Français prendre l'avantage par 13 à 12. Pozdniakov resserre alors son jeu pour l'emporter 15 à 13. Lors de la compétition par équipe, c'est l'Italie qui s'incline face à la Russie. Pozdniakov complète sa saison par l'obtention de sa sixième coupe du monde. 
Lors du mondial 2003 de La Havane, il termine au cinquième rang de la compétition individuelle. Il remporte toutefois sa quatrième médaille d'or dans un mondial par équipe.

### Pas de titre à Athènes mais quatrième et cinquième titre mondial
Aux Jeux olympiques d'Athènes, il perd en quart de finale contre le biélorusse Dmitri Lapkes sur le score de 15 à 9. La Russie finit troisième de la compétition par équipe.
Lors du mondial 2005, il s'incline face au Roumain Mihai Covaliu sur le score de 15 à 12. La Russie remporte un nouveau titre par équipe en disposant de l'Italie.
Stanislav Pozdniakov remporte son quatrième mondial lors du mondial 2006 disputé à Turin. Il s'impose en finale 15 à 11 face au Hongrois Zsolt Nemcsik, vainqueur de la coupe du monde lors de cette année 2006.
Lors du championnat du monde 2007 disputé à Saint-Pétersbourg, il remporte son cinquième titre mondial individuel en battant en finale le championnat olympique d'Athènes, l'Italien Aldo Montano, sur le score de 15 à 11. Lors de ce tournoi, il est seulement inquiété en quart de finale par le Français Boris Sanson qui s'incline seulement 15 à 14. En demi-finale, c'est le Coréen Oh Eun-Seok qui doit s'incliner face au Russe. Pozdniakov devient alors le second escrimeur de l'histoire à détenir cinq titres mondiaux en individuel, rejoignant ainsi le fleuretiste Alexandre Romankov. Quelques jours plus tard, c'est au tour de l'Italienne Valentina Vezzali, toujours en fleuret, de remporter son cinquième titre.

### Fin de carrière sans médaille à Pékin
Aux jeux olympiques de 2008 à Pékin, c'est le Français Nicolas Lopez qui met un terme au rêve du Russe de remporter un second titre individuel en l'emportant lors du deuxième tour sur le score de 15 à 8. Lors de la compétition par équipe, la Russie s'incline face aux États-Unis 45 à 44 en demi-finale, rencontre où Pozdnyakov présente un bilan de 11 touches marquées pour 20 concédées. Lors de la finale pour la troisième place, c'est l'Italie qui empêche les Russes d'empocher la médaille de bronze en l'emportant sur le score de 45 à 44 avec 14 touches marquées et 16 concédées pour Pozdnyakov. À l'issue de cette compétition, le Russe confirme sa décision de mettre un terme à sa carrière sportive.

## Reconversion
Podzniakov a, après sa carrière sportive, continué à évoluer dans le milieu de l'escrime. Il est ainsi devenu entraîneur principal de l'équipe nationale russe en 2008. En 2009, il a été élu Premier vice-président de la Fédération russe d'escrime. Il représente le Comité exécutif au Conseil des entraîneurs de la FIE.
Le 19 juin 2016, il est élu pour quatre ans Président de la Confédération Européenne d'Escrime.
Le 29 mai 2018, Stanislav Pozdniakov est élu à la tête du Comité olympique russe. Lors de l'élection il bat le nageur Aleksandr Popov par 214 voix contre 56.

## Palmarès
- Jeux olympiques d'été
  -  Médaille d'or en individuel aux Jeux olympiques de 1996 à Atlanta
  -  Médaille d'or par équipes aux Jeux olympiques de 1992 à Barcelone
  -  Médaille d'or par équipes aux Jeux olympiques de 1996 à Atlanta
  -  Médaille d'or par équipes aux Jeux olympiques de 2000 à Sydney
  -  Médaille de bronze par équipes aux Jeux olympiques de 2004 à Athènes
- Championnats du monde d'escrime
  -  Médaille d'or en individuel en 1997, 2001, 2002, 2006, 2007
  -  Médaille d'or par équipes en 1994, 2001, 2002, 2003, 2005
  -  Médaille d'argent en individuel en 1994, 1999, 2005
  -  Médaille de bronze en individuel en 1998
- Championnats d'Europe d'escrime
  -  Médaille de bronze en individuel en 2007